# Dornstedt
Dornstedt è un ex comune tedesco di 752 abitanti, situato nel land della Sassonia-Anhalt. Dal 1º gennaio 2010, insieme agli allora comuni di Langenbogen e Steuden, è stato incorporato nel comune di Teutschenthal, del quale è oggi una frazione.